# Qeys Ibn Mosahhar
 (octobre 2016).
Qays ibn Musahir Al Saidawi (en arabe :قيس بن مسهّر الصيداوي) fut un des compagnons les plus fidèles de Al-Hussein ibn Ali pendant  la bataille de Karbala. Il a  été tué  par Ubayd Allah ben Ziyad.